# Robert Cichowicz
Robert Artur Cichowicz – polski inżynier, dr hab. nauk technicznych, profesor nadzwyczajny Dyrektor Instytutu Inżynierii Środowiska i Instalacji Budowlanych Wydziału Budownictwa, Architektury i Inżynierii Środowiska Politechniki Łódzkiej.

## Praca naukowa
W 1999 uzyskał tytuł mgr inż. mechanika w specjalności: „Maszyny, Systemy i Urządzenia Energetyczne” obroniony na Wydziale Mechanicznym Politechniki Łódzkiej Politechniki Łódzkiej, w 2004 roku uzyskał dyplom inż. budownictwa w specjalności: „Zarządzanie w budownictwie” obroniony na Wydziale Budownictwa, Architektury i Inżynierii Środowiska Politechniki Łódzkiej Politechniki Łódzkiej, w 2005 uzyskał stopień naukowy doktora nauk technicznych w dziedzinie „Budowa i Eksploatacja Maszyn” obroniony na Wydziale Mechanicznym Politechniki Łódzkiej Politechniki Łódzkiej, w 2010 ukończył szkolenie dotyczące „Komercjalizacji Nauk Innowacyjnych”, w 2012 uzyskał dyplom managera budownictwa energooszczędnego, w 2013 ukończył studia podyplomowe z „Zarządzania projektem badawczym i komercjalizacji wyników badań”, w 2013 ukończył kurs „Certyfikowany Europejski Projektant/Doradca Budownictwa Pasywnego”, w 2015 uzyskał dyplom mgr inż. inżynierii środowiska obroniony na Wydziale Inżynierii Procesowej i Ochrony Środowiska Politechniki Łódzkiej Politechniki Łódzkiej, w 2020 uzyskał stopień naukowy doktora habilitowanego w obszarze „Nauk technicznych” w dziedzinie „Nauk Inżynieryjno-Technicznych” w dyscyplinie „Inżynieria Środowiska, Górnictwo i Energetyka” nadany na Wydziale Infrastruktury i Środowiska Politechniki Częstochowskiej.
W 2020 został profesorem nadzwyczajnym w Instytucie Inżynierii Środowiska i Instalacji Budowlanych na Wydziale Budownictwa, Architektury i Inżynierii Środowiska Politechniki Łódzkiej.
Od 1 października 2020 objął funkcję Dyrektora Instytutu Inżynierii Środowiska i Instalacji Budowlanych na Wydziale Budownictwa, Architektury i Inżynierii Środowiska Politechniki Łódzkiej.

## Publikacje
- 2015: The influence of a ventilation on the level of carbon dioxide in a classroom at a higher university[3]
- 2015: Modeling the dispersion of pollutants in the atmosphere by standards used in Germany[4]
- 2015: Effect of urban traffic on the immission of carbon dioxide in the university campus[5]
- 2015: Effect of meteorological conditions and building location on CO2 concentration in the university campus[6]
- 2016: Analysis of CO2 concentration distribution inside and outside small boiler plants[7]
- 2016: Designing of a water supply and sewerage system using BIM[8]
- 2016: Ammonia emission from sewage sludge incineration process[9]
- 2017: The analysis of selected parameters of thermal comfort in the classrooms using CFD technique[10]
- 2017: Air pollution and hydromorphological description of the river[11]
- 2017: The use of LCA method to assess environmental impact of sewage sludge incineration plants[12]
- 2017: Modeling of non-catalytic reduction of nitrogen oxides[13]
- 2017: Application of Tessier method for elution of metals from sewage sludge[13]
- 2017: Impact of pollutants emitted by large industrial plants on the quality of atmospheric air[13]
- 2017: Numerical analysis of the selected air parameters in the industrial boiler plant[14]
- 2017: Numerical analysis of temperature and air stream velocity distributions in the cross-sections through a room with a book collection[15]
- 2017: Numerical analysis of convection along hot surface of equipment in the selected boiler room[16]
- 2017: Dispersion of atmospheric air pollution in summer and winter season[17]
- 2017: Analysis of air distribution using “age of air” concept in the selected boiler room[18]
- 2017: Selected parameters of thermal comfort in rooms of university libraries (Wybrane parametry komfortu cieplnego w pomieszczeniach bibliotek uniwersyteckich)[19]
- 2018: Analysis of variation of air pollution emissions from the sewage sludge thermal treatment plant in Łódź (Analiza zmian wielkości emisji zanieczyszczeń powietrza z emitorów instalacji termicznego przekształcania osadów ściekowych w Łodzi)[20]
- 2018: Effect of selected parameters on the process of dry flue gas desulphurisation (Wpływ wybranych parametrów na proces suchego odsiarczania spalin)[20]
- 2018: Simultaneous reduction of nitrogen oxides and polichlorinated dioxins and furants on scr catalyst (Jednoczesna redukcja tlenków azotu oraz rozkład polichlorowanych dioksyn i furanów na katalizatorze SCR)[20]
- 2018: Analysis of variations in air pollution fields in selected cities in Poland and Germany[21]
- 2018: The influence of selected factors on leaching of metals from sewage sludge[22]
- 2018: Selected air pollutants in urban and rural areas, under the influence of power plants[23]
- 2018: Effect of thermal sludge processing on selected components of air quality in the vicinity of a wastewater treatment plant[24]
- 2018: Analysis of imission changes as a function of meteorological parameters around a large power plant (Analiza zmian imisji w funkcji parametrów meteorologicznych wokół dużego obiektu energetycznego)[25]
- 2019: Average Hourly Concentrations of Air Contaminants in Selected Urban, Town, and Rural Sites[26]
- 2020: Variations in the atmospheric pollutant immission (2009-2015) field near a large lignite-fired power plant (in Europe/Poland)[27]
- 2020: Effect of wind speed on the level of particulate matter PM10 concentration in atmospheric air during winter season in vicinity of large combustion plant[28]
- 2021: Indoor and Outdoor Concentrations of Particulate Matter and Gaseous Pollutants on Different Floors of a University Building: A Case Study[29]
- 2021: Spatial Analysis (Measurements at Heights of 10 m and 20 m above Ground Level) of the Concentrations of Particulate Matter (PM10, PM2.5, and PM1.0) and Gaseous Pollutants (H2S) on the University Campus: A Case Study[30]
- 2021: 3D Spatial Analysis of Particulate Matter (PM10, PM2.5 and PM1.0) and Gaseous Pollutants (H2S, SO2 and VOC) in Urban Areas Surrounding a Large Heat and Power Plant[31]
- 2021: Modeling Pollutant Emissions: Influence of Two Heat and Power Plants on Urban Air Quality[32]
- 2021: Air Pollutants Reduce the Physical Activity of Professional Soccer Players[33]